# Freenode
freenode, precedentemente conosciuto come Open Projects Network, è una rete di server IRC, particolarmente nota nel mondo del software libero. freenode usa ircd-seven per i server.

## Storia
Nel 1994 Robert Levin fondò il canale di supporto #linuxneo sulla rete IRC EFnet. Alcuni mesi dopo, divenuto particolarmente attivo, il suo nome muta in #linpeople. Il canale viene quindi spostato sulla rete DALnet e, nel 1995, viene nuovamente spostato su un proprio server IRC: irc.linpeople.org. Nel 1998 il nome del server cambia in irc.openprojects.net, attirando diversi progetti collegati al software libero. Infine, nel 2002 viene creata una rete IRC: freenode, un servizio della Peer-Directed Projects Center (PDPC).

## Caratteristiche
- Services: servizi di registrazione per nickname e canali, ed altri servizi:
  - ChanServ
  - NickServ
  - MemoServ
  - OperServ
- Possibilità di nascondere il proprio indirizzo IP
- Connettività IPv4 e IPv6